# Idaea alticolaria
Idaea alticolaria là một loài bướm đêm trong họ Geometridae.